# Steven Scharf
Steven Scharf (* 1975 in Vacha, DDR) ist ein deutscher Schauspieler.

## Leben
Der im thüringischen Vacha geborene und aufgewachsene Scharf begann nach dem Abitur 1995 ein Jurastudium, wechselte aber 1996 an die Hochschule für Musik und Theater in Rostock und studierte dort von 1996 bis 2000 Schauspiel. Es folgten Engagements am Theaterhaus Jena, am Kölner Schauspielhaus, am Theater Basel, wo er mit Barbara Frey, Sebastian Nübling und Lars-Ole Walburg arbeitete, und am Theater Freiburg.
Ab der Spielzeit 2007/2008 bis 2015 gehörte Scharf dem Ensemble der Münchner Kammerspiele an. Dort war er unter anderem in Die Ehe der Maria Braun, Tom Lanoyes Mamma Medea, Felicia Zellers Kaspar Häuser Meer, sowie in Elfriede Jelineks Rechnitz (Der Würgeengel) zu sehen, das 2009 mit dem Nestroy-Theaterpreis als Beste deutschsprachige Aufführung ausgezeichnet wurde. Von 2018 bis 2024 lebte er in Bochum und spielte dort am Schauspielhaus Bochum. Ab der Spielzeit 2024/2025 ist er festes Ensemblemitglied am Residenztheater München.
Sein Kinodebüt gab Steven Scharf 2009 in Hans-Christian Schmids Politdrama Sturm.
Nach der Spielzeit 2012/2013 wurde er in der Kritikerumfrage von Theater heute zum Theaterschauspieler des Jahres gewählt.

## Theater (Auswahl)
- 2000: Jena Kocht (Theaterhaus Jena) – Regie: Rainald Grebe
- 2000: Feuergesicht (Theaterhaus Jena) – Regie: Christina Emig-Könning
- 2001: Prinz Friedrich von Homburg (Schauspielhaus Köln) – Regie: Torsten Fischer
- 2001: Schattenjungs (Schauspielhaus Köln) – Regie: Torsten Fischer
- 2002: Krieg um Troja (Theater Basel) – Regie: Lars-Ole Walburg
- 2003: Amphitryon (Theater Basel) – Regie: Barbara Frey
- 2004: Edward II (Theater Basel) – Regie: Sebastian Nübling
- 2005: Das Leben der Bohème (Theater Basel) – Regie: Albrecht Hirche
- 2006: Der Bus (Theater Basel) – Regie: Albrecht Hirche
- 2006: Viktor! Oder die Kinder an die Macht (Salzburger Festspiele mit Theater Freiburg) – Regie: Barbara Weber
- 2006: Geschichten aus dem Wienerwald (Schauspielhaus Köln) – Regie: Albrecht Hirche
- 2007: Die Ehe der Maria Braun (Münchner Kammerspiele) – Regie: Thomas Ostermeier
- 2007: Tanger unplugged (Münchner Kammerspiele) – Regie: Barbara Weber
- 2007: Kebab (Münchner Kammerspiele) – Regie: Barbara Weber
- 2008: Mamma Medea (Münchner Kammerspiele) – Regie: Stephan Kimmig
- 2008: Hiob (Münchner Kammerspiele) – Regie: Johan Simons
- 2008: Kaspar Häuser Meer (Münchner Kammerspiele) – Regie: Lars-Ole Walburg
- 2008: Rechnitz (Der Würgeengel) (Münchner Kammerspiele) – Regie: Jossi Wieler
- 2009: Drei Farben: Blau, Weiss, Rot (Münchner Kammerspiele) – Regie: Johan Simons
- 2009: Konzert zur Revolution (Münchner Kammerspiele) – Regie: Schorsch Kamerun
- 2010: Endstation Sehnsucht (Münchner Kammerspiele) – Regie: Sebastian Nübling
- 2010: Der Krieg (Münchner Kammerspiele) – Regie: Armin Petras
- 2016: Hexenjagd (Burgtheater Wien) – Regie: Martin Kušej
- 2021: Mysterien (Schauspielhaus Bochum) – Regie: Johan Simons
- 2021: Passion I und II (Schauspielhaus Bochum) – Regie: Robert Borgmann
- 2023: Die Brüder Karamasow (Schauspielhaus Bochum) – Regie: Johan Simons
- 2023: Woyzeck (Schauspielhaus Bochum) – Regie: Johan Simons

## Filmografie (Auswahl)
- 2009: Sturm – Regie: Hans-Christian Schmid
- 2009: Hiob (Theateraufzeichnung) – Regie: Peter Schönhofer
- 2011: Mein eigen Fleisch und Blut
- 2012: Zappelphilipp
- 2013: Notruf Hafenkante – Helen
- 2013: Die Rosenheim-Cops – Ausgeflogen
- 2014: Nocebo
- 2014: Kommissarin Lucas – Der nette Herr Wong
- 2017: Neben der Spur – Dein Wille geschehe
- 2017: Eltern und andere Wahrheiten (TV)
- 2018: Teufelsmoor (TV)
- 2018: Polizeiruf 110: Starke Schultern
- 2018: Polizeiruf 110: Crash
- 2019: Polizeiruf 110: Zehn Rosen
- 2019: Polizeiruf 110: Mörderische Dorfgemeinschaft
- 2019: Unschuldig
- 2020: Tatort: Krieg im Kopf
- 2020: Kommissarin Lucas – Die Unsichtbaren
- 2022: Der Usedom-Krimi: Am Ende einer Reise (Fernsehreihe)
- 2022: Polizeiruf 110: Abgrund
- 2024: Wendland – Stiller und das große Schweigen
- 2024: Unter anderen Umständen: Nordwind
- 2024: Yvonne und der Tod

## Hörspiel
- 2012: Robert Hültner: Der Stalker - Regie: Ulrich Lampen (ARD Radio-Tatort - BR)
- 2014: Björn Bicker: Urban Prayers – Realisation: Björn Bicker (Hörspiel – BR)
- 2016: Franz Kafka, Das Schloss. Hörspiel in 12 Teilen. Rolle: Schwarzer, Regie: Klaus Buhlert (BR Hörspiel und Medienkunst)[5]

## Auszeichnungen
- 2013: Gertrud-Eysoldt-Ring für die Darstellung des Judas im gleichnamigen Einpersonenstück von Lot Vekemans an den Münchner Kammerspielen[6][7]
- 2013: Schauspieler des Jahres, Theater heute für die Rolle des Antihelden „Michel“ in Stephan Kimmigs Inszenierung des Houellebecqueschen Romans Plattform[8]
- 2013: Stern des Jahres der Münchener Abendzeitung in der Kategorie „Schauspieler“ für die Rolle des „Michels“ in Plattform[9]
- 2019: Nestroy-Theaterpreis in der Kategorie Bester Schauspieler für seine Darstellung des Lucas in Medea von Simon Stone nach Euripides am Wiener Burgtheater und die Titelrolle in Woyzeck in einer Koproduktion des Burgtheaters, des Schauspielhauses Bochum und des Wiener Akademietheaters[10]

## Belege
1. ↑  Steven Scharf bei Schauspielhaus Bochum, abgerufen am 20. September 2021
2. ↑  Steven Scharf im Munzinger-Archiv, abgerufen am 22. August 2024 (Artikelanfang frei abrufbar)
3. ↑  Steven Scharf beim Residenztheater München, abgerufen am 16. Juli 2024
4. ↑  Spiegel online: Kritikerumfrage: Münchner Kammerspiele sind "Theater des Jahres", 5. September 2013
5. ↑  Bayerischer Rundfunk Franz Kafka: Franz Kafka: Das Schloss (01/12). 13. Januar 2017, abgerufen am 9. August 2022.
6. ↑  Gertrud-Eysoldt-Ring für Steven Scharf, focus.de vom 21. März 2014, abgerufen am 7. Dezember 2022.
7. ↑  Judas - An den Münchner Kammerspielen findet Johann Simons für Lot Vekemans' Monolog eine starke Form (Seite nicht mehr abrufbar, festgestellt im Mai 2024. Suche in Webarchiven)  Info: Der Link wurde automatisch als defekt markiert. Bitte prüfe den Link gemäß Anleitung und entferne dann diesen Hinweis., nachtkritik.de vom 19. Dezember 2012, abgerufen am 7. Dezember 2022
8. ↑  Steven Scharf ist Schauspieler des Jahres 2013! (Memento des Originals vom 12. August 2019 im Internet Archive)  Info: Der Archivlink wurde automatisch eingesetzt und noch nicht geprüft. Bitte prüfe Original- und Archivlink gemäß Anleitung und entferne dann diesen Hinweis., Judith Sutter Management.
9. ↑  Stern des Jahres 2013 Schauspieler: Steven Scharf, Abendzeitung, 26. Dezember 2013.
10. ↑  Theaterpreise: Beste Bundesländerproduktion: Nestroy für das Grazer Schauspielhaus. In: Kleine Zeitung. 24. November 2019, abgerufen am 24. November 2019.

| Personendaten    | Personendaten          |
| ---------------- | ---------------------- |
| NAME             | Scharf, Steven         |
| KURZBESCHREIBUNG | deutscher Schauspieler |
| GEBURTSDATUM     | 1975                   |
| GEBURTSORT       | DDR                    |